# Adventure Time (5.ª temporada)
A quinta temporada da série animada americana Adventure Time, criada por Pendleton Ward e exibida pelo Cartoon Network e suas subsidiárias regionais, foi exibida entre 12 de novembro de 2012 e 17 de março de 2014.
A estreia da temporada com o episódio de duas partes "Finn, o Humano" e "Jake, o Cão" em 12 de novembro de 2012 foi vista por 3,435 milhões de espectadores, marcando um aumento significativo comparado a estreia a ao fim da última temporada. O episódio final da temporada "Lista do Que Fazer Antes de Morrer do Billy" foi visto por 2 335 milhões de espectadores.
A temporada é composta de 52 episódios, tendo sido exibida por quase 1 ano e cinco meses, fazendo-a ser precisamente duas vezes maior do que qualquer outra temporada anterior da série. O roteiro e os storyboards dos episódios foram feitos por Tom Herpich, Jesse Moynihan, Cole Sanchez, Rebecca Sugar, Steve Wolfhard, Skyler Page, Somvilay Xayaphone, Ako Castuera, Michael DeForge, Kent Osborne, David OReilly, Ward, Graham Falk, Thomas Wellmann, Luke Pearson, Seo Kim e Ristaino. A temporada também apresentou os animadores convidados OReilly e James Baxter nos episódios "Erro é Erro" e "James Baxter, o Cavalo", respectivamente. Além, esse foi o último ano de Adventure Time a apresentar Sugar, Page e Castuera; que foram todos trabalhar em projetos independentes.

## Episódios
| # | #  | Título                                                                  | Diretor                              | Escritor (es)                               | Exibição original       | Código de produção | Audiência (em milhões) |
| --- | -- | ----------------------------------------------------------------------- | ------------------------------------ | ------------------------------------------- | ----------------------- | ------------------ | ---------------------- |
| 105 | 1  | "Finn the Human" (Parte 2) "Finn, o Humano"                             | Larry Leichliter                     | Tom Herpich & Jesse Moynihan                | 12 de novembro de 2012  | 1014-105           | 3,435                  |
| Finn e Jake perseguem o Lich por um portal dimensional para o multiverso, onde eles conhecem Prismo, um mestre dos desejos, que conta como o Lich desejou pela extinção de toda a vida. Isso leva Finn a desejar que o Lich "nunca tenha existido." Finn é levado então para uma linha do tempo paralela, onde ele é um humano normal vivendo com sua família e seu cachorro Jake em uma fazenda. |    |                                                                         |                                      |                                             |                         |                    |                        |
| 106 | 2  | "Jake the Dog" (Parte 3) "Jake, o Cão"                                  | Larry Leichliter                     | Cole Sanchez & Rebecca Sugar                | 12 de novembro de 2012  | 1014-106           | 3,435                  |
| Enquanto a linha do tempo alternativa de Finn piora quando ele encontra a coroa mágica de Simon Petrikov, Prismo conta a Jake que se ele puder fazer o desejo correto, tudo irá voltar ao normal. Jake (influenciado por Prismo) eventualmente deseja que o desejo do Lich tenha sido de que ele e Finn voltassem para casa em Ooo, onde tudo está novamente correto. |    |                                                                         |                                      |                                             |                         |                    |                        |
| 107 | 3  | "Five More Short Graybles" "Mais Cinco Historinhas"                     | Larry Leichliter                     | Tom Herpich & Steve Wolfhard                | 19 de novembro de 2012  | 1014-107           | 2,603                  |
| Uma série de cinco historinhas sobre Finn e Jake, Marceline, Dona Tromba, o Rei Gelado e BMO, apresentados por um homem misterioso do futuro chamado Cuber. O tema comum são os gostos básicos do paladar. |    |                                                                         |                                      |                                             |                         |                    |                        |
| 108 | 4  | "Up a Tree" "Subindo Na Árvore"                                         | Larry Leichliter                     | Skyler Page & Somvilay Xayaphone            | 26 de novembro de 2012  | 1014-108           | 2,376                  |
| Finn tenta subir em uma grande árvore para pegar seu disco de frisbee de volta, decidindo pegar sem a ajuda dos poderes de Jake. Mas ele inadvertidamente é capturado pelos habitantes d'árvore. Finn se junta a um esquilo, que é reprendido pelos outros habitantes por acreditar ser um esquilo voador, e os dois escapam. |    |                                                                         |                                      |                                             |                         |                    |                        |
| 109 | 5  | "All the Little People"                                                 | Larry Leichliter                     | Ako Castuera & Jesse Moynihan               | 3 de dezembro de 2012   | 1014-109           | 2,530                  |
| Finn e Jake encontram uma bolsa cheia de versões em miniatura mágicas de seus amigos, feitas pelo Homem Mágico. Finn brinca com eles, mas começa a brincar com os seus relacionamentos. |    |                                                                         |                                      |                                             |                         |                    |                        |
| 110 | 6  | "Jake the Dad" "Jake, o Pai"                                            | Larry Leichliter                     | Tom Herpich & Steve Wolfhard                | 7 de janeiro de 2013    | 1014-111           | 3,190                  |
| Depois que Lady Íris dá a luz a cinco filhotinhos, Jake torna-se um pai superprotetor. Eventualmente, ele percebe que seus filhotes não são completamente indefesos. |    |                                                                         |                                      |                                             |                         |                    |                        |
| 111 | 7  | "Davey"                                                                 | Larry Leichliter                     | Skyler Page & Somvilay Xayaphone            | 14 de janeiro de 2013   | 1014-112           | 2,310                  |
| Finn, depois de perceber que está sendo prejudicado pelas pessoas que o param para agradecer por ele ser um herói, decide criar um alter ego. Ele corta parte do seu cabelo, faz um bigode falso e torna-se Davey. Logo, Davey começa a tomar o controle da mente de Finn e Jake é forçado a lutar para recuperar seu amigo. |    |                                                                         |                                      |                                             |                         |                    |                        |
| 112 | 8  | "Mystery Dungeon" "Masmorra do Mistério"                                | Larry Leichliter                     | Ako Castuera & Jesse Moynihan               | 21 de janeiro de 2013   | 1014-113           | 2,709                  |
| Limãograb, Rei Gelado, Dona Tromba, Shelby e Rojotor encontram-se misteriosamente presos em uma masmorra e devem trabalhar juntos para sair. Eventualmente, o Rei Gelado revela que ele os sequestrou para que pudesse usar os talentos individuais de cada um para passar através das armadilhas e encontrar o Antigo Bruxo Adormecido que Dá Vida, assim sua fan fiction de Fionna e Cake, poderia se tornar realidade. |    |                                                                         |                                      |                                             |                         |                    |                        |
| 113 | 9  | "All Your Fault" "A Culpa é Toda Sua"                                   | Larry Leichliter                     | Tom Herpich & Steve Wolfhard                | 28 de janeiro de 2013   | 1014-115           | 2,710                  |
| Princesa Jujuba envia Finn e Jake em uma missão aos Condes de Limãograb para poder investigar uma mensagem de socorro. Eles descobrem que os Condes esgotaram suas reservas de doce, ao darem vida a toda a comida. Depois que Finn e Jake detêm o exército dos Condes de tomar o Reino Doce, Jujuba apaga o segredo da vida doce das mentes dos dois Limãograb. |    |                                                                         |                                      |                                             |                         |                    |                        |
| 114 | 10 | "Little Dude" "Amiguinho"                                               | Adam Muto (Supervisor)               | Michael DeForge & Cole Sanchez              | 4 de fevereiro de 2013  | 1014-114           | 2,602                  |
| O chapéu de Finn ganha vida enquanto ele e Jake estão distraídos e começa a assustar os cidadãos do Reino Doce. |    |                                                                         |                                      |                                             |                         |                    |                        |
| 115 | 11 | "Bad Little Boy" "Menininho Mal"                                        | Larry Leichliter                     | Cole Sanchez & Rebecca Sugar                | 18 de fevereiro de 2013 | 1014-110           | 3,077                  |
| As princesas estão cansadas das histórias loucas do Rei Gelado de Fionna e Cake, então Marceline faz uma visita a ele para mostrar como se faz uma história boa. A história de Marceline gira em torno do seu oposto masculino, Marshall Lee, que tenta flertar com Fionna. |    |                                                                         |                                      |                                             |                         |                    |                        |
| 116 | 12 | "Vault of Bones" "Caverna de Ossos"                                     | Adam Muto (Supervisor)               | Kent Osborne & Somvilay Xayaphone           | 25 de fevereiro de 2013 | 1014-116           | 2,700                  |
| Finn leva Princesa de Fogo em uma masmorra, a fim de aliviar seus temores de que ela é do mal. |    |                                                                         |                                      |                                             |                         |                    |                        |
| 117 | 13 | "The Great Bird Man" "O Grande Homem Pássaro"                           | Nate Cash (Supervisor)               | Ako Castuera & Jesse Moynihan               | 4 de março de 2013      | 1014-117           | 2,579                  |
| Finn e Jake se perdem no Deserto da Morte, e são salvos por Xergiok, o antigo rei goblin que foi deposto por Finn e Jake no episódio "O Rei Silencioso" da segunda temporada. Ele diz ter se transformado depois de ter perdido sua visão. Entretanto, assim que Finn e Jake a retornam, ele ameaça tomar o poder no Reino Goblin novamente. Eventualmente, ele percebe seus erros e arranca seu olhos. |    |                                                                         |                                      |                                             |                         |                    |                        |
| 118 | 14 | "Simon & Marcy"                                                         | Adam Muto (Supervisor)               | Cole Sanchez & Rebecca Sugar                | 25 de março de 2013     | 1014-118           | 2,600                  |
| Marceline decide contar a Finn e Jake sobre as aventuras dela e do Rei Gelado, 996 anos atrás, logo após a "Grande Guerra dos Cogumelos". Em sua história, a pequena Marceline e Simon viajam por uma cidade arruinada e destruída, tentando encontrar um pouco de canja de galinha para curar uma gripe de Marceline. No caminho, eles são atacados por criaturas mutantes, forçando Simon usar a coroa para protegê-los, mesmo que lentamente ele perca a sanidade. |    |                                                                         |                                      |                                             |                         |                    |                        |
| 119 | 15 | "A Glitch Is a Glitch" "Erro é Erro"                                    | David OReilly                        | David OReilly                               | 1 de abril de 2013      | 1014-120           | 2,004                  |
| Rei Gelado cria um vírus de computador que irá deletar todo mundo, exceto por ele e a Princesa Jujuba. Finn e Jake hackeam o código fonte do universo, tentando destruir o vírus antes que eles mesmos sejam destruídos. |    |                                                                         |                                      |                                             |                         |                    |                        |
| 120 | 16 | "Puhoy"                                                                 | Nate Cash (Supervisor)               | Tom Herpich & Steve Wolfhard                | 8 de abril de 2013      | 1014-119           | 2,750                  |
| Finn fica preocupado com a sua relação com a Princesa do Fogo, então ele entra dentro de um forte de travesseiros gigantes que ele e Jake tinham construído, para poder pensar melhor. Lá dentro, Finn acaba caindo dentro de um mundo alternativo onde tudo e todos são feitos de travesseiros. A passagem por onde ele entrou então se fecha. Finn, preso nesse outro mundo, torna-se um herói lá com seu "travesseiro afiado" (sua espada) e envolve-se com uma mulher travesseiro de lá, casando, tendo dois filhos e envelhecendo. Quando ele morre no outro mundo, Finn volta a sair do forte de travesseiros em Ooo. |    |                                                                         |                                      |                                             |                         |                    |                        |
| 121 | 17 | "BMO Lost" "BMO Perdido"                                                | Nate Cash (Supervisor)               | Tom Herpich & Steve Wolfhard                | 15 de abril de 2013     | 1014-123           | 2,394                  |
| BMO é sequestrado por uma águia e é forçado a encontrar o caminho de casa. Em sua viagem, BMO encontra Bolha e um bebê (que ele nomeia Faísca), e os três viajam juntos. BMO e Bolha ficam afeicionados pela criança, até que a mãe dele vem e o leva para casa. Os dois restantes então vão para casa de BMO, onde confessam seu sentimentos de amor um pelo outro, até que Jake estoura Bolha. A tristeza BMO dura pouco, porque Bolha revela ser na verdade "Ar", e que ele ficará com BMO para todo sempre. |    |                                                                         |                                      |                                             |                         |                    |                        |
| 122 | 18 | "Princess Potluck" "Festinha de Princesas"                              | Adam Muto (Supervisor)               | Kent Osborne & Cole Sanchez                 | 22 de abril de 2013     | 1014-122           | 2,271                  |
| O Rei Gelado faz tudo o possível para arruinar a festa das princesas, porque ele não foi convidado, usando uma variedade de táticas; como mandar Gunter, disfarçado de princesa, jogar ponche de frutas em todo mundo ou fazer outra festa para rivalizar com a das princesas. Eventualmente, ele mesmo ataca a festa, mas descobre que as princesas tinham convidado ele sim, por carta, e que ele que não tinha lido. |    |                                                                         |                                      |                                             |                         |                    |                        |
| 123 | 19 | "James Baxter the Horse" "James Baxter, o Cavalo"                       | Adam Muto (Supervisor)               | Pendleton Ward & Somvilay Xayaphone         | 6 de maio de 2013       | 1014-124           | 2,210                  |
| Jake e Finn querem ser iguais ao cavalo James Baxter, que tem a capacidade de fazer as pessoas felizes. |    |                                                                         |                                      |                                             |                         |                    |                        |
| 124 | 20 | "Shh!" "Silêncio!"                                                      | Elizabeth Ito (Supervisor)           | Graham Falk                                 | 13 de maio de 2013      | 1014-129           | 2,350                  |
| Finn e Jake fazem um jogo de silêncio, se comunicando apenas por cartazes escritos, enquanto BMO acha que eles são impostores. |    |                                                                         |                                      |                                             |                         |                    |                        |
| 125 | 21 | "The Suitor" "O Pretendente"                                            | Nate Cash (Supervisor)               | Jesse Moynihan & Thomas Wellmann            | 20 de maio de 2013      | 1014-130           | 2,409                  |
| Mordomo Menta arruma um pretendente para a Princesa Jujuba, Braco. Mas Braco tem problemas em conquistar o coração da princesa. |    |                                                                         |                                      |                                             |                         |                    |                        |
| 126 | 22 | "The Party's Over, Isla de Señorita" "Acabou a Festa, Isla de Señorita" | Elizabeth Ito (Supervisor)           | Kent Osborne & Cole Sanchez                 | 27 de maio de 2013      | 1014-131           | 2,107                  |
| Após se cansar de sempre perder lutas com Finn e Jake e sempre falhando em ganhar o amor da Princesa Jujuba, o Rei Gelado desiste e viaja num barco pelo oceano. Logo, entretanto, ele naufraga em uma ilha misteriosa que se revela ser uma mulher ilha. A Senhorita Ilha está em um relacionamento com Deus da Festa, mas o Rei Gelado a convence a terminar com ele porque ele a trata mal. O Deus da Festa descobre o que o Rei Gelado fez, e os dois brigam. Inspirado por essa experiência difícil, o Rei Gelado decide "terminar" com a Princesa Jujuba. |    |                                                                         |                                      |                                             |                         |                    |                        |
| 127 | 23 | "One Last Job" "Um Último Serviço"                                      | Nate Cash (Supervisor)               | Ako Castuera & Jesse Moynihan               | 10 de junho de 2013     | 1014-121           | 2,380                  |
| Jake Jr. foi raptada e em troca dela querem o Cristal do Padeiro, o cristal mais precioso de Reino Doce, então Jake junta sua antiga gangue para um último trabalho para salvá-la. |    |                                                                         |                                      |                                             |                         |                    |                        |
| 128 | 24 | "Another Five More Short Graybles" "Mais Outras Cinco Historinhas"      | Nate Cash (Supervisor)               | Tom Herpich & Steve Wolfhard                | 17 de junho de 2013     | 1014-132           | 2,270                  |
| Cuber conta mais cinco histórias, desta vez envolvendo Finn, Jake e Jake Jr., Canelinha, Sr. Raposo, Rei Gelado e os Condes Limãograb. |    |                                                                         |                                      |                                             |                         |                    |                        |
| 129 | 25 | "Candy Streets" "Ruas Doces"                                            | Elizabeth Ito (Supervisor)           | Luke Pearson & Somvilay Xayaphone           | 24 de junho de 2013     | 1014-133           | 2,087                  |
| A Princesa Caroço é roubada, mas desmaia antes que possa explicar os detalhes a Finn e Jake. Finn e Jake decidem investigar, e aprendem um suspeito que eles acham que é culpado. No fim, entretanto, eles descobrem que a Princesa Caroço teve o "coração roubado", não literalmente, por um entregador de pizza. |    |                                                                         |                                      |                                             |                         |                    |                        |
| 130 | 26 | "Wizards Only, Fools" "Só Magos, Tolos"                                 | Nate Cash (Supervisor)               | Jesse Moynihan & Thomas Wellmann            | 1 de julho de 2013      | 1014-134           | 2,499                  |
| Starchy fica gripado e precisa de uma cura mágica, então Finn, Jake e a Princesa Jujuba disfarçam-se de bruxos para invadir a Cidade dos Magos. Jujuba continua insistindo que magia é só um jeito bobo de explicar a ciência. Os três, junto com Abracadaniel, são presos por imitarem bruxos, mas conseguem escapar levando a magia para Starchy. |    |                                                                         |                                      |                                             |                         |                    |                        |
| 131 | 27 | "Jake Suit" "Traje de Jake"                                             | Elizabeth Ito (Supervisor)           | Kent Osborne & Cole Sanchez                 | 15 de julho de 2013     | 1014-135           | 2,457                  |
| Jake se cansa de Finn usando seu corpo como armadura, então o convence a trocar de lugar para mostrar como é ruim. |    |                                                                         |                                      |                                             |                         |                    |                        |
| 132 | 28 | "Be More" "Ser Mais"                                                    | Nate Cash (Supervisor)               | Tom Herpich & Steve Wolfhard                | 22 de julho de 2013     | 1014-136           | 2,670                  |
| Depois que BMO acidentalmente deleta um driver de sistema fundamental, Finn e Jake disfarçam-se de MOs para poderem invadir a fábrica MO e consertarem BMO. Lá os três são barrados e perseguidos pelos guardas de segurança SMOs; Finn, Jake e BMO eventualmente encontram Moseph "Moe" Giovanni, o antigo e benevolente ciborgue criador dos MOs, que conta a história de BMO. |    |                                                                         |                                      |                                             |                         |                    |                        |
| 133 | 29 | "Sky Witch" "A Bruxa do Céu"                                            | Nate Cash (Supervisor)               | Ako Castuera & Jesse Moynihan               | 29 de julho de 2013     | 1014-138           | 2,075                  |
| Marceline pede ajuda a Princesa Jujuba para encontrar Maja, a Bruxa do Céu, que possui o seu ursinho de pelúcia Hambo. Na casa da bruxa, Jujuba descobre que o ex-namorado de Marceline, Ash, vendeu Hambo para Maja. Enquanto Marceline briga com o coelho-corvo familiar da bruxa, Jujuba a confronta e troca Hambo por uma camisa de rock que tinha sido presente de Marceline. |    |                                                                         |                                      |                                             |                         |                    |                        |
| 134 | 30 | "Frost & Fire"                                                          | Elizabeth Ito (Supervisor)           | Luke Pearson & Somvilay Xayaphone           | 5 de agosto de 2013     | 1014-137           | 3,009                  |
| Finn tem um sonho no qual a Princesa de Fogo e o Rei Gelado brigam, mas ele acorda antes que o sonho acabe. Ele então manipula os dois para que briguem na vida real. Durante a luta, a Princesa de Fogo destrói o Reino Gelado e quase mata Gunter. Ela descobre que Finn a manipulou, e, sentido-se traída, termina o namoro com ele. |    |                                                                         |                                      |                                             |                         |                    |                        |
| 135 | 31 | "Too Old" "Velha Demais"                                                | Nate Cash (Supervisor)               | Tom Herpich & Steve Wolfhard                | 12 de agosto de 2013    | 1014-140           | 2,384                  |
| Finn e a Princesa Jujuba viajam ao Condado de Limãograb para um jantar diplomático. Lá eles descobrem que o Limãograb original é agora um tirano sem misericórdia. Entretanto, eles também descobrem uma pequena criança limão chamado Lemonhope, que é atormentado por Limãograb por tocar harpa; Jujuba e Finn conseguem trazê-lo de volta ao Reino Doce. |    |                                                                         |                                      |                                             |                         |                    |                        |
| 136 | 32 | "Earth & Water"                                                         | Elizabeth Ito (Supervisor)           | Seo Kim & Somvilay Xayaphone                | 2 de setembro de 2013   | 1014-141           | 1,864                  |
| Princesa Jujuba testa a Princesa do Fogo porque suas emoções podem ser voláteis. Jujuba deixa a Princesa de Fogo sob a guarda de Canelinha, que a liberta e conta a história de como ela foi aprisionada por seu pai. A Princesa do Fogo então destrona e aprisiona o seu pai, o Rei do Fogo, e cria ela mesma uma governo baseado na honestidade. Ela perdoa Finn, mas os dois continuam somente como amigos. |    |                                                                         |                                      |                                             |                         |                    |                        |
| 137 | 33 | "Time Sandwich" "Sanduíche do Tempo"                                    | Elizabeth Ito (Supervisor)           | Kent Osborne & Cole Sanchez                 | 9 de setembro de 2013   | 1014-139           | 1,984                  |
| O Homem Mágico rouba o sanduíche "perfeito" de Jake e sela-o e a si mesmo em uma bolha de melaço que desacelera o tempo. Finn e Jake então pedem ajuda a BMO, a Princesa Jujuba e a Marceline, sem qualquer sucesso. Então, Jake percebe que a chave para entrar na bolha sem o tempo desacelerar é ficar muito triste. Ele reúne toda a tristeza que pode e cumpre o objetivo de socar o Homem Mágico, que cai no chão, quebrando a bolha. |    |                                                                         |                                      |                                             |                         |                    |                        |
| 138 | 34 | "The Vault" "O Cofre"                                                   | Nate Cash (Supervisor)               | Ako Castuera & Jesse Moynihan               | 16 de setembro de 2013  | 1014-142           | 2,256                  |
| Finn começa a ter constantes pesadelos sobre a Dama Fantasma, uma aparição que ele viu no episódio "Sustos" da terceira temporada. Passando por um processo de regressão, Finn descobre que o fantasma está conectado a uma garota chamada Shoko, que é uma de suas vidas passadas. Shoko roubou um amuleto da Princesa Jujuba no início da existência do Reino Doce. Descobrindo isso, Finn chama a princesa e devolve o amuleto, que estava junto com o esqueleto de Shoko, para sua dona legitima. |    |                                                                         |                                      |                                             |                         |                    |                        |
| 139 | 35 | "Love Games" "Jogos de Amor"                                            | Elizabeth Ito (Supervisor)           | Kent Osborne, Andy Ristaino, & Cole Sanchez | 23 de setembro de 2013  | por anunciar       | 2,022                  |
| A Princesa Geleca precisa de um marido ou então perderá o Reino Geleca para sua irmã Blargatha. Finn a ajuda fingindo ser o seu noivo, mas eles ainda terão de vencer uma série de "jogos de amor", para provar ao pai da Princesa Geleca que eles estão realmente apaixonados. No fim, Blargatha revela ter fingido ter um marido desdo começo; e a Princesa Geleca, assim, mantém a coroa. |    |                                                                         |                                      |                                             |                         |                    |                        |
| 140 | 36 | "Dungeon Train" "O Trem Masmorra"                                       | Nate Cash (Supervisor)               | Tom Herpich & Steve Wolfhard                | 30 de setembro de 2013  | 1014-144           | 2,043                  |
| Finn e Jake descobrem um trem onde cada vagão é uma masmorra com um novo inimigo para Finn lutar. Jake rapidamente se entedia e quer sair, mas Finn quer ficar lá para sempre. |    |                                                                         |                                      |                                             |                         |                    |                        |
| 141 | 37 | "Box Prince" "O Príncipe das Caixas"                                    | Elizabeth Ito (Supervisor)           | Seo Kim & Somvilay Xayaphone                | 7 de outubro de 2013    | 1014-145           | 1,991                  |
| Finn conhece o Príncipe Caixa (um gato com uma caixa em suas costas) e descobre que o Reino Caixa foi tomado por um impostor. Agora, Finn deve ajudar o Príncipe Caixa verdadeiro a recuperar seu trono de direito. |    |                                                                         |                                      |                                             |                         |                    |                        |
| 142 | 38 | "Red Starved" "Fome de Vermelho"                                        | Nate Cash (Supervisor)               | Ako Castuera & Jesse Moynihan               | 14 de outubro de 2013   | por anunciar       | 1,772                  |
| Finn, Jake e Marceline estão presos em uma caverna subterrânea. Depois de Jake comer todos os lanches vermelhos de Marceline, ela começa a virar um monstro, e ameaça sugar o sangue de Jake. Então, Finn explora a caverna para tentar encontrar algo vermelho para saciá-la até que possam ser resgatados. Por fim, a Princesa Jujuba chega para salvá-los e Marceline se satisfaz ao sugar um pouco do rosa de Jujuba. |    |                                                                         |                                      |                                             |                         |                    |                        |
| 143 | 39 | "We Fixed a Truck" "Consertamos um Caminhão"                            | Elizabeth Ito (Supervisor)           | Andy Ristaino & Cole Sanchez                | 21 de outubro de 2013   | por anunciar       | 2,018                  |
| Finn, Jake e BMO decidem consertar um caminhão com a ajuda de um Homem Banana. |    |                                                                         |                                      |                                             |                         |                    |                        |
| 144 | 40 | "Play Date" (Parte 1) "Encontro pra Brincar"                            | Elizabeth Ito (Supervisor)           | Seo Kim, Kent Osborne, & Somvilay Xayaphone | 4 de novembro de 2013   | 1014-149           | 1,916                  |
| Finn e Jake estão cansados das palhaçadas do Rei Gelado na Casa na Árvore e criam um encontro falso com Abracadaniel para distraí-lo. Abracadaniel e o Rei Gelado logo ficam amigos, mas causam problemas quando conjuram o demônio Kee-Oth, que sequestra Jake pensando ser seu pai Josué, que o tinha capturado originalmente. |    |                                                                         |                                      |                                             |                         |                    |                        |
| 145 | 41 | "The Pit" (Parte 2) "O Poço"                                            | Nate Cash (Supervisor)               | Ako Castuera & Jesse Moynihan               | 18 de novembro de 2013  | por anunciar       | 2,273                  |
| Kee-Oth, o Demônio de Sangue, sequestra Jake, levando-o para sua dimensão alternativa demoníaca, onde prende o num poço. Finn e Lady juntam-se para salvá-los, derrotando Kee-Oth e salvando Jake. |    |                                                                         |                                      |                                             |                         |                    |                        |
| 146 | 42 | "James"                                                                 | Elizabeth Ito (Supervisor)           | Andy Ristaino & Cole Sanchez                | 25 de novembro de 2013  | 1014-151           | 2,614                  |
| Finn e Jake acompanham a Princesa Jujuba numa expedição para coleta de amostras no inóspito Deserto das Maravilhas. Quando sua nave é atacada por Monstros de Gosma, Finn e Jake começam a pensar que a missão foi sabotada por James, o novo ajudante da Princesa Jujuba. No final do episódio, James se sacrifica para salvar os outros e Jujuba o clona. |    |                                                                         |                                      |                                             |                         |                    |                        |
| 147 | 43 | "Root Beer Guy" "O Refri"                                               | Adam Muto (Supervisor)               | Graham Falk                                 | 2 de dezembro de 2013   | 1014-153           | 1,842                  |
| Refri testemunha Finn e Jake sequestrando a Princesa Jujuba, e ninguém acredita nele. Ele então decide investigar ele mesmo. No fim, Jujuba revela que armou a situação para testar os Guardas Banana, sua força policial. Como Refri resolveu o caso, ele é promovido ao posto de chefe dos Guardas Banana. |    |                                                                         |                                      |                                             |                         |                    |                        |
| 148 | 44 | "Apple Wedding" "Casamento de Maçã"                                     | Nate Cash (Supervisor)               | Tom Herpich & Steve Wolfhard                | 13 de janeiro de 2014   | 1014-148           | 1,857                  |
| Dona Tromba e Sr. Porco serão casados pelo Rei de Ooo. A Princesa Jujuba tenta provar que ele é uma fraude e, sendo incapaz de achar alguma evidência, joga todos (incluindo Dona Tromba e o Sr. Porco) na prisão. Depois que Tromba faz ela mesma a cerimônia de casamento, Jujuba solta todos. |    |                                                                         |                                      |                                             |                         |                    |                        |
| 149 | 45 | "Blade of Grass" "Espada de Grama"                                      | Elizabeth Ito (Supervisor)           | Seo Kim & Somvilay Xayaphone                | 20 de janeiro de 2014   | 1014-154           | 2,610                  |
| Finn e Jake decidem que é hora de Finn substituir sua espada de sangue de demônio quebrada. Numa feira, Finn compra uma espada feita de grama de um nefasto bruxo de grama, mas os dois logo percebem que a espada é amaldiçoada. Finn inicialmente decide enfrentar o bruxo, mas depois de aprender a controlar a espada, o deixa. |    |                                                                         |                                      |                                             |                         |                    |                        |
| 150 | 46 | "Rattleballs" "Chicletão"                                               | Elizabeth Ito (Supervisor)           | Andy Ristaino & Cole Sanchez                | 27 de janeiro de 2014   | 1014-156           | 2,213                  |
| Finn encontra um velho robô espadachim chamado Chicletão, que fazia parte de uma força de elite feita pela Princesa Jujuba muito tempo atrás; grupo este que, entretanto, tornou-se muito destrutivo, obrigando Jujuba a destruí-los, a exceção de Chicletão, que escapou. Depois de uma pequena luta, Chicletão prova ser bom e Jujuba o perdoa, não o destruindo. |    |                                                                         |                                      |                                             |                         |                    |                        |
| 151 | 47 | "The Red Throne" "O Trono Vermelho"                                     | Elizabeth Ito (Supervisor)           | Seo Kim & Somvilay Xayaphone                | 10 de fevereiro de 2014 | 1014-158           | 2,107                  |
| O Rei de Fogo, com a ajuda de Don John, escapa de sua prisão e reclama o trono, forçando a Princesa de Fogo pedir a ajuda de Finn, que espera reatar sua relação com a princesa. |    |                                                                         |                                      |                                             |                         |                    |                        |
| 152 | 48 | "Betty"                                                                 | Nate Cash & Adam Muto (Supervisores) | Ako Castuera & Jesse Moynihan               | 24 de fevereiro de 2014 | 1014-155           | 1,713                  |
| O Rei Gelado volta a ser Simon depois de ser exposto aos poderes de um ser anti-magia chamado Bella Noche. Simon, agora a beira da morte sem os seus poderes, pede ajuda a Finn, Jake e Marceline para poder-se despedir de sua noiva Betty através de uma magia, que utiliza um item do passado. O item que Simon usa é Hambo, o coelhinho de pelúcia de Marceline; Simon não só se despede de Betty, como a traz de volta do tempo para o presente atual. Lá ela derrota Bella Noche, fazendo os poderes do Rei Gelado voltarem, enquanto ela procura por uma cura. |    |                                                                         |                                      |                                             |                         |                    |                        |
| 153 | 49 | "Bad Timing" "Péssima Hora"                                             | Adam Muto (Supervisor)               | Kent Osborne & Pendleton Ward               | 3 de março de 2014      | 1014-160           | 1,446                  |
| A Princesa Caroço reencontra um antigo colega de classe chamado Johnnie e os começam um relacionamento. |    |                                                                         |                                      |                                             |                         |                    |                        |
| 154 | 50 | "Lemonhope(1.ª Parte)" (1.ª Parte)                                      | Nate Cash (Supervisor)               | Tom Herpich & Steve Wolfhard                | 10 de março de 2014     | 1014-152           | 1,967                  |
| Lemonhope (voiced by Justin Roiland) grows unhappy with Princess Bubblegum's constant reminders of his responsibility to help the lemon people, haunted by reoccurring nightmares that pressure him even more. Finally having enough, Lemonhope runs away from the Candy Kingdom to set out on his own adventure to be his own person. But the nightmares still persist as Lemonhope soon gets stranded in a desert where he nearly succumbs to death. |    |                                                                         |                                      |                                             |                         |                    |                        |
| 155 | 51 | "Lemonhope(2.ª Parte)" (2.ª Parte)                                      | Nate Cash (Supervisor)               | Tom Herpich & Steve Wolfhard                | 10 de março de 2014     | 1014-157           | 1,967                  |
| Lemonhope é salvo pelo caçador de monstros Phlannel Boxingday, who he assists before learning that his reoccurring nightmares are the projection of his subconscious need to stop hiding from his obligation in saving his people. Lemonhope resolves to defeat Lemongrab once and for all by using his lyre's pleasing melody to blow up the despot. After Princess Bubblegum is able to reconstitute Lemongrab into a patchwork creature by grafting left over parts from his clone brother and some deceased Lemon people caught in the blast, Lemonhope turns down the offer to rule the Lemon Kingdom and leaves to live out his life. A thousand years later, an aged Lemonhope returns to the Lemon Kingdom in his final living moments. |    |                                                                         |                                      |                                             |                         |                    |                        |
| 156 | 52 | "Billy's Bucket List" "Lista do Que Fazer Antes de Morrer do Billy"     | Nate Cash & Adam Muto (Supervisores) | Ako Castuera & Jesse Moynihan               | 17 de março de 2014     | 1014-159           | 2,335                  |
| Finn encontra a lista de desejos de Billy e decide completar os item inacabados por ele, como um tributo para o herói derrotado. Depois de completar a maior parte dos itens, incluindo andar de motocicleta mais uma última vez com Canyon, a ex-namorada de Billy, e conquistar o seu medo do oceano, uma aparição de Billy aparece nas estrelas, contando a Finn que seu pai biológico ainda está vivo e preso na Citadela. |    |                                                                         |                                      |                                             |                         |                    |                        |